# Берти, Перегрин, 2-й герцог Анкастер и Кестевен
Перегри́н Бе́рти, 2-й ге́рцог Анка́стер и Кестевен (англ. Peregrine Bertie, 2nd Duke of Ancaster and Kesteven; 29 апреля 1686 — 1 января 1742) — британский аристократ и государственный деятель, 2-й герцог Анкастер и Кестевен (1723—1742), лорд великий камергер Великобритании (1723—1742).

## Биография
Перегрин Берти был вторым сыном Роберта Берти, 1-го герцога Анкастер и Кестевен и его первой жены Мэри Винн, валлийской аристократки, дочери сэра Ричарда Винна, 4-го баронета. Его старший брат, сэр Роберт Берти умер в 1704 году в возрасте 21 года и Перегрин стал наследником его титулов.
В 1708 году Перегрин был избран в парламент от графства Линкольншир, в котором действовал как тори. Он принимал участие в разработке нескольких законопроектов, в том числе законопроекта о строительстве гидротехнических сооружений неподалёку от Бостона (Линкольншир).
В марте 1715 года Перегрин Берти был возведён в пэрское достоинство, получив благодаря ускоренному приказу титул барон Уиллоуби де Эрзби, который носил его отец, ставший в 1715 году герцогом Анкастер и Кестевен. После смерти отца в 1723 году Перегрин унаследовал его титулы, а также должности лорда великого камергера и лорд-лейтенанта Линкольншира. Помимо этого, Берти был джентльменом королевской опочивальни короля Георга I с 1719 по 1727 год.
Скончался 1 января 1742 года в возрасте 53 лет, его наследником стал старший сын Перегрин Берти.

## Семья
В июне 1711 года Перегрин Берти женился на Джейн Браунлоу, старшей из дочерей сэра Джона Браунлоу, 3-го баронета и Элис Шерард. У супругов было 7 детей (3 сына и 4 дочери):
- Перегрин Берти (1714 – 12 августа 1778), наследник отца;
- Альбермаль Берти (ум. 1765), спортсмен, ослеп в детстве;
- Браунлоу Берти (1 мая 1729 – 8 февраля 1809), 5-й герцог Анкастер и Кестевен (1779–1809), лорд-лейтенант Линкольншира (1779–1809);
- Леди Мэри Берти (ум. 1774), вышла замуж за Сэмюэля Грейтхида[англ.], у супругов было 2 сына;
- Леди Альбиния Берти (ум. 1754), вышла замуж за Фрэнсиса Бекфорда;
- Леди Джейн Берти (ум. 1793), вышла замуж за генерала Эдварда Мэтью[англ.];
- Леди Кэролайн Берти (ум. 1744), вышла замуж за Джорджа Дьюара.